# Depot von Welbsleben
Das Depot von Welbsleben (auch Hortfund von Welbsleben) ist ein Depotfund der frühbronzezeitlichen Aunjetitzer Kultur (2300–1550 v. Chr.) aus Welbsleben, einem Ortsteil von Arnstein im Landkreis Mansfeld-Südharz (Sachsen-Anhalt). Das Depot befindet sich heute in Privatbesitz.

## Fundgeschichte
Das Depot besteht mutmaßlich aus vier Gegenständen, von denen zwei vor 1789 vom Wasser angespült wurden. Der dritte wurde unweit von deren Fundstelle entdeckt. Über die Fundumstände des vierten ist nichts bekannt.

## Zusammensetzung
Zu dem Depot werden vier Bronzegegenstände gerechnet. Bei den vom Wasser angespülten handelt es sich um zwei geschäftete Stabdolche. Der erste besitzt einen Schaft mit ovalem Querschnitt und einer Verzierung aus vier profilierten Schaftringen (der unterste fünfte Ring ist neuzeitlich hinzugefügt) sowie einem verbreiterten abgerundeten Knauf mit einer Öse. An einem spitznackigen Kopf ist mit drei Kegelnieten eine Klinge befestigt. Diese ist flach und besitzt eine dreifach abgestufte Klinge sowie eine abgerundete Spitze.
Der zweite Gegenstand ist ein stabdolchartiger Zinken. Er besitzt einen Schaft mit gewölbtem Querschnitt, einer Verzierung aus drei profilierten Schaftringen sowie einem verbreiterten durchlochten Knauf. Der zinkenförmige Kopfteil ist hohl gegossen und besteht aus Bronze mit einem höheren Zinngehalt als der Schaft, was ihm ursprünglich eine bleigraue Färbung verlieh. Er weist eine dolchförmige Durchbrechung und eine Rippung unterhalb der Kopfhaube auf.
Bei dem Fund aus der Nähe der beiden Stabdolche handelt es sich um eine Stabdolchklinge mit schmalovalem Querschnitt und geraden Seiten, die mit einem schwachen Linienband verziert sind. Am oberen Ende weist die Klinge vier Nietlöcher sowie vier randliche Ausbuchtungen für weitere Niete auf.
Bei dem Gegenstand mit unbekannten Fundumständen handelt es sich um eine etwas größere Stabdolchklinge mit einer breiten Mittelrippe. Am oberen Ende sind noch mindestens zwei Nietlöcher erkennbar.